# Striga barthlottii

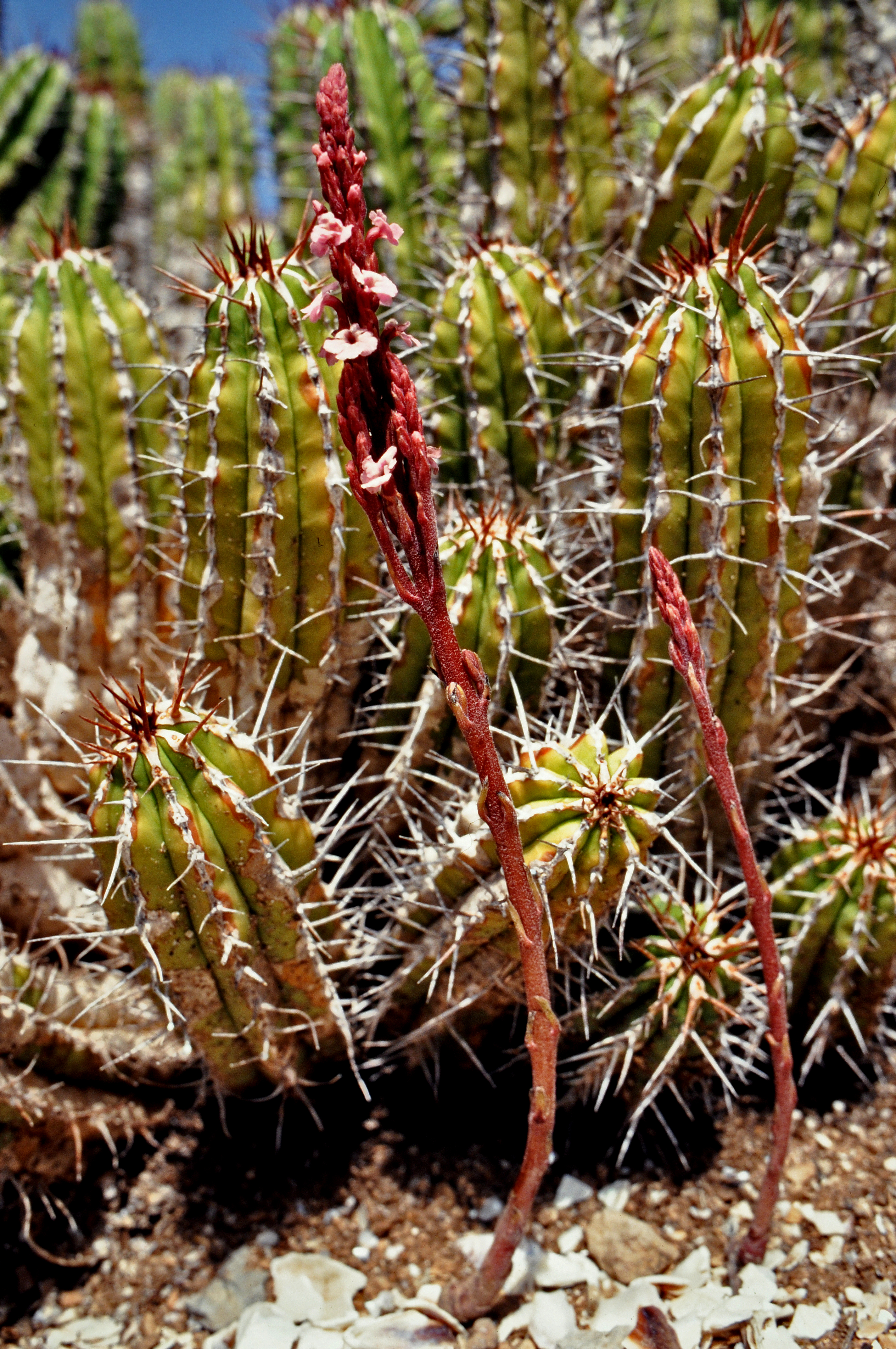
Striga barthlottii auf Euphorbia officinarum subsp. echinus, bei Tiznit, Marokko

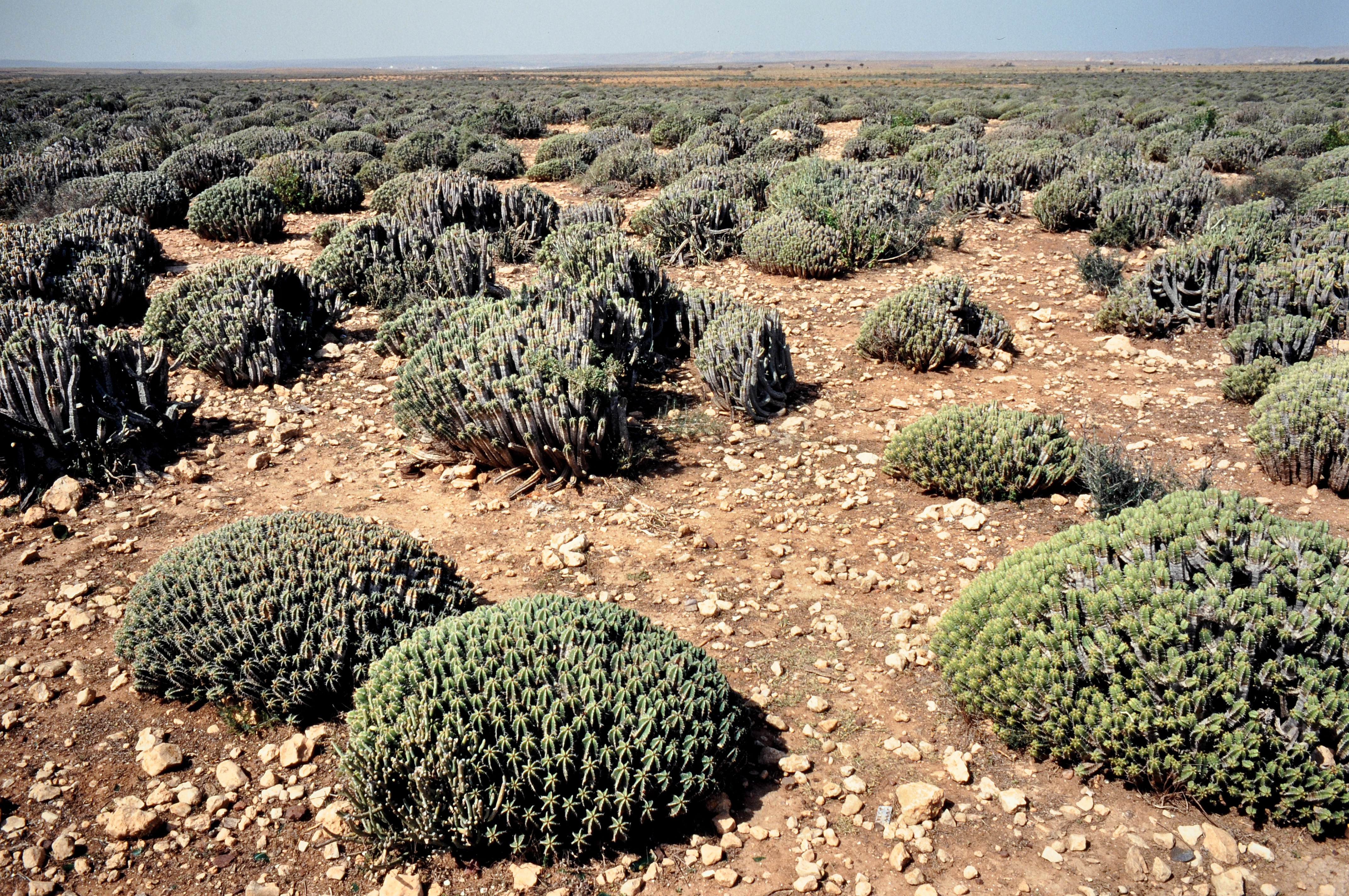
Lebensraum und Wirt von Striga barthlottii: Die Sukkulenten-Halbwüste mit den Kugelpolstern der Euphorbia officinarum subsp. echinus bei Sidi Ifni in Südwestmarokko

Striga barthlottii ist eine Pflanzenart aus der Gattung Striga in der Familie der Sommerwurzgewächse (Orobanchaceae). Sie lebt parasitisch auf sukkulenten Wolfsmilch-Arten in Südwest-Marokko und wurde erst 2011 beschrieben.

## Beschreibung
Striga barthlottii ist eine ausdauernde parasitische Pflanze (Phytoparasiten) auf sukkulenten Euphorbien, mit denen sie durch unterirdische Haustorien verbunden ist. Die bis 50 cm hohen braunrot überlaufenen vierkantigen Sprosse erscheinen aufrecht dicht an den Wirtspflanzen und sind meist unverzweigt. Die kleinen rötlichen Blättchen des Vollschmarotzers sind schuppenförmig reduziert. Die Blüten stehen in endständigen, manchmal verzweigten Blütenständen. Die leicht zygomorphen Blüten mit einer gebogenen Kronröhre haben einen Durchmesser von ca. 10 mm, die verwachsenen Kronblätter sind weißlich bis violettrosa mit zentralen blassen Flecken. Die Frucht ist eine Kapsel mit sehr vielen staubförmigen Samen. Die überaus charakteristische Art kann mit keiner anderen Pflanze in Marokko und Nordafrika verwechselt werden. Nächst verwandt sind die tropisch-afrikanische Striga gesnerioides und die indische Striga indica.

## Vorkommen und Ökologie
Striga barthlottii kommt in Südwest-Marokko vor, das eine ganz besondere artenreiche Vegetation reich an Endemiten aufweist. Sie ist ein Parasit auf der sukkulenten kakteenartigen Wolfsmilch Euphorbia officinarum und ihrer Unterart Euphorbia officinarum subsp. echinus. Die Art ist häufig im Bereich der „Sukkulentensteppe“, beginnend unmittelbar nördlich von Agadir am Cap Rhir bis südwestlich von Tiznit entlang der Küstenebene, weitere Funde sind entlang der Atlas-Kette bis Beni Mellal bekannt. Es gibt Hinweise, dass die Art dort auch auf der sukkulenten Euphorbia resinifera wächst. In Küstennähe sind die Bestände heute bedroht, da im Rahmen von Landerschließungsmaßnahmen leider diese weltweit einmaligen Euphorbien-Bestände systematisch planiert und vernichtet werden.
Die auffällige Pflanze wurde von E. Jahandiez und R. Maire zum ersten Male 1934 für Marokko beschrieben und damals als Striga gesnerioides klassifiziert. Diese Art kommt aber nur südlich der Sahara im tropischen Afrika vor und unterscheidet sich in einer Reihe von Merkmalen, sie parasitiert hauptsächlich auf Leguminosen und Gräsern, eine Übersicht haben Jayanthi et al. 2012 zusammengestellt. Der Botaniker Wilhelm Barthlott besuchte die Standorte seit 1971 in Marokko und in Westafrika und machte auf die biogeographisch und morphologisch abweichende Sippe aufmerksam. Eberhard Fischer beschrieb sie mit Kollegen 2011 als neue Art.
Es sind seit langem Herbariumbelege von Striga parasitierend auf sukkulenten Euphorbien (Euphorbia abyssinica) aus dem Sudan und auf der Arabischen Halbinsel bis nach Pakistan bekannt, die möglicherweise ebenfalls zu Striga barthlottii gehören. In die gleiche Verwandtschaft gehört die erst 2012 entdeckte Striga indica, die ebenfalls auf einer sukkulenten baumförmigen Wolfsmilch Euphorbia antiquorum in den endemitenreichen Westghats wächst.